# Шорохово (Кемеровская область)
Шо́рохово — деревня в Новокузнецком районе Кемеровской области. Входит в состав Красулинского сельского поселения.

## География
Центральная часть населённого пункта расположена на высоте 204 м над уровнем моря.

## Население
| 2010 |
| ---- |
| 98   |

### Половой состав
По данным Всероссийской переписи населения 2010 года, в деревне Шорохово проживало 98 человек (51 мужчина, 47 женщин).